# Mannen från Le Havre
Mannen från Le Havre är en fransk film från 2011 av regissören Aki Kaurismäki med André Wilms, Miguel Blondin och Jean Pierre Darroussin i huvudrollerna. Filmen visades under Filmfestivalen i Cannes 2011. Den var nominerad till Guldpalmen men vann i stället FIPRESCI-priset.

## Handling
När en afrikansk pojke kommer till den franska hamnstaden Le Havre gömd i en fraktcontainer tas han om hand av en varmhjärtad skoputsare som gömmer honom i sitt hus.

## Om filmen
Filmen vann flera priser under 2011 och 2012. Den belönades med FIPRESCI-priset under filmfestivalen i Cannes 2011, fick Gold Hugo på Chicago International Film Festival 2011 och Arri Zeiss Award på Munich Film Festival 2011. Den vann sex Jussistatyetter, däribland Jussistatyetten för bästa film.

## Rollista
- André Wilms - Marcel Marx
- Kati Outinen - Arletty
- Miguel Blondin - Idrissa
- Jean Pierre Darroussin - Monet
- Elina Salo - Claire